# لينا أحمد
لينا أحمد هي منافسة ألعاب القوى مصرية، ولدت في 11 مارس 1997.

## وصلات خارجية
- لينا أحمد على موقع الاتحاد الدولي لألعاب القوى (الإنجليزية)